# Церковь евангельских христиан-баптистов в Новосибирске
Баптистская община на территории современного Новосибирска возникла в начале XX века.

## История
В 1903 году в Новониколаевск (совр. Новосибирск) со своей семьёй прибыл выходец из молокан П. Л. Фролов, благодаря чему в городе образовалась баптистская община, костяк которой состоял из бывших молокан. К концу 1903 года церковь насчитывала 30 человек.
В первый же год основания у церкви появился свой мученик за веру — проповедник Андрей Перминов.
В 1905 году после издания закона «о веротерпимости» баптистам было позволено совершать богослужения легально.
К 1928 году в Новосибирске насчитывалось уже 600 прихожан.
В 1939 году в результате организации репрессий весь проповеднический состав церкви был уничтожен. В 1941 году властями был закрыт молитвенный дом.
В 1961 году после вмешательства государства во внутрирелигиозную деятельность церковь ЕХБ разделилась. Часть баптистов отказалась соблюдать законодательство о культах (от 1929 года) и создала отдельную церковь.
В конце 1980-х годов перед Новосибирской церквью баптистов открылись новые возможности. В общинах появились группы изучения Библии; начали организовываться семинары и обучающие конференции для модёжи, проповедников, родителей, молодожёнов и т. д. Стали устраиваться вечера, посвящённые музыке и поэзии, для детей были созданы летние лагеря и воскресные школы.

### Вспышка кори в 2019 году
В 2019 году в результате вмешательства государственных органов одна из баптистских общин Дзержинского района Новосибирска приостановила собрание в молитвенном доме из-за вспышки кори среди прихожан. Однако пресвитер Церквей ЕХБ Новосибирской области Андрей Мельников заявил, что данное объединение баптистских церквей не относится к религиозному сообществу, которым он руководит.

## Благотворительность
Церковь помогает больным, сиротам, малоимущим, престарелым.
В феврале 2001 года в Новосибирске были созданы три центра для оказания помощи страдающим алкогольной и наркотической зависимостью, а также один центр для полной социальной адаптации уже освободившихся от вредной зависимости. В первые 15 месяцев работы этих центров полный курс реабилитации прошли 82 человека

## Образование
В 2000 году была открыта Новосибирская библейская богословская семинария. Также были созданы заочный библейский институт и вечерняя библейская школа для проповедников.

## Издательская деятельность
В 1994 году для выпуска религиозной литературы в Новосибирске организовано издательство «Посох».

## Старшие пресвитеры
- Э. А. Генрих. Бывший старший пресвитер Объединения церквей ЕХБ по Новосибирской области. Указом Президента от 28 декабря 2000 года был награждён Медалью ордена «За заслуги перед Отечеством» 2-й степени[1].

- Андрей Мельников. По данным на 2019 год действующий старший пресвитер Объединения церквей ЕХБ Новосибирской области.